# 柊くるみ
柊 くるみ（ひいらぎ くるみ、2000年4月1日 - ）は、日本の女子プロレスラー。東京都江東区出身。プロミネンスのメンバー。

## 人物
- 2009年12月、アイスリボンの冬季合宿につくしと共に参加。
- 柔道も嗜んでおり、デビュー後は道場での練習と並行して、地元の警察署が主催する柔道教室に通っていた。
- 紫雷美央からは、「ビッグジャンボ先輩（略して「BJS」）」[2]というニックネームが付けられ、ニコプロでも美央によって定着しているが、本人は嫌がっている。

## 経歴・戦歴

### アイスリボン
2010年
- 2010年1月4日、アイスリボンの冬季合宿最終日、新木場1stRING大会で、都宮ちい（現：ミクロ）相手にエキシビションマッチを行う。以降エキジビションを重ね、2010年5月3日の後楽園ホール大会にてリングネーム「くるみ」としてデビュー。6人タッグイリミネーションマッチでチーム最後の一人に残り敗れはしたものの、みなみ飛香に綺麗なブリッジを描くジャーマン・スープレックスを放つなど鮮烈なデビュー戦となった。
- 9月 - テレビ東京系列「毎日かあさん」の「うちの子スーパーキッズ」のコーナーに出演。ゴルゴ松本を驚愕させた。
- 10月10日 - 北海道・札幌にて『札幌リボン』初開催。生まれて初めて飛行機に乗った（飛行機は靴をぬいで乗ると思っていたらしい。加えてこの時乗った飛行機はANAのピカチュウジャンボ）。対戦相手は都宮ちい
- 12月13日 - 読売新聞夕刊ズームアップ「放課後は女子プロレス」に紙面約半分の大きさの写真が掲載。尚、読売新聞ホームページにも掲載されている。

2011年
- 1月15日 - 蕨大会にてTBS「はなまるマーケット」の密着取材を受け、1月21日放送の同番組内の「クチコミ☆ラボ」のコーナーでスーパー小学生（小学生プロレスラー）として紹介される。得意技のジャーマン・スープレックス・ホールドを繰り出し、司会の薬丸裕英、岡江久美子やコーナー担当の本上まなみを驚愕させた（試合はみなみ飛香に敗れている）。
- 2月6日 - 名古屋大会にて、つくしのハルカゼを切り返し押さえ込み、シングルでの初勝利を飾った。
- 4月1日 - 自身の誕生日に19時女子プロレス初参戦。練習生とエキシビションを行う（2-0で勝ち）。その後4月10日、4月22日にも参戦。 4月22日の19時女子プロレスでは、メインにてレフリーで登場。小学生では初めてのレフリーとなる。
- 6月19日 - Teens3〜社会科見学〜にて、小学生ながら長野ドラミのデビュー戦の相手を務める（6分17秒 キャトルミューティレーションで勝ち）。
- 7月1日 - 19時女子プロレスに参戦。試合には負けたものの初インタビューを受け、IW19ベルト挑戦の決意表明をする。
- 8月12日 - 19時女子プロレスがニコニコ生放送（通称、ニコ生）で、初めて試合中継を行った。その記念すべき第1試合に出場。
- 8月16日 - 8月12日にニコ生で放送された奮闘ぶりが評価され、『ニコ生に小学生女子プロレスラーが登場　「小学生とは思えない」戦いぶりに話題沸騰』と題したニコニコニュースで紹介される。
- 9月2日 - 第4代IW19王座決定トーナメント 1回戦に出場。長野ドラミに勝ち（5分16秒 空飛ぶくるみ割り人形→エビ固め）、決勝戦に進出。
- 9月10日 - アイスリボン道場（イサミレッスル武闘館）マッチ、メインイベント星ハム子&宮城もちvs志田光&くるみ戦で、宮城もちからメインで初勝利を挙げる（11分13秒 空飛ぶくるみ割り人形→片エビ固め）。
- 9月15日 - エキサイトニュース『 EXcite Bit 』に『現在、最年少！小学6年生の女子プロレスラー』として掲載されている。
- 9月16日 - かねてより強い希望だった年内の初タイトルマッチに挑み、つくしに勝ち（9分9秒 ジャーマンスープレックスホールド）第4代IW19王座獲得。
- 10月5日 - 引退を控えたバトラーツ澤宗紀選手と「お母さんが（澤選手の）ファン」とのことで、最初で最後のタッグを組んだ。
- 10月23日 - さくらえみから勝利（3分38秒 ラ・マヒストラル ＊ワンカウントルール）。マヒストラル秘伝の書を手渡された。
- 11月25日 - 挑戦者 宮城もちに勝ち（ラ・マヒストラル）第4代IW19王者防衛。
- 12月2日 - 2度目の防衛ならず。（vsつくし）

2012年
- 1月7日 - 初めての仙台興行『仙台リボン』開催。藤原秀旺&帯広さやか組と対戦（ペアはリボン高梨《マサ高梨》）。初仙台にて勝利を挙げる（7分39秒 ラ・マヒストラル）。
- 2月10日 - 19o'clock girl'sトーナメント第1回戦 対戦者で帯広さやかに勝ち（9分10秒 空飛ぶくるみ割り人形→片エビ固め）、準決勝戦に進む。
- 3月2日 - 19o'clock girl'sトーナメント準決勝 藤本つかさに勝ち（10分2秒 丸めこみの応酬→エビ固め）、決勝戦に進む。
- 3月20日 - 後楽園ホール大会『ICE RIBBON march』にて、トーナメントを勝ち抜き、豊田真奈美選手のタッグパートナーとしてリボンタッグに挑戦（vsドロップキッカーズ）するも敗れる。
- 3月23日 - 小学校卒業。卒業式後アイスリボン道場にてIW19選手権（公開放送）に挑み、見事つくしに勝ち（ラ・マヒストラル）第6代IW19王者に返り咲く。
- 4月8日 - プロデビューしてから初めて他団体『石岡女子プロレスフェスティバル』に参戦。
- 4月9日 - 中学校入学。
- 4月21日 - 志田光の持つICE×60に挑戦（2度目のICE王座挑戦）。予告通り、得意技の空飛ぶくるみ割り人形を10連発出し攻め込むも敗れる。
- 5月5日 - 後楽園ホール大会『GOLDEN RIBBON 2012』のミックスドトーナメント『ゴーゴー！ゴールデンミックスドタッグトーナメント』にリボン高梨《マサ高梨》選手との“チャンピオンチーム”で出場。しかし、前日高梨選手が惜しくも防衛ならず、現IW19チャンピオン&元KO-Dチャンピオンチームとなるも、トーナメント1回戦vs星ハム子&星誕期（5分30秒 ラ・マヒストラル）、準決勝戦vsみなみ飛香&ダイナスティ（5分12秒 ジャーマン・スープレックス・ホールド）、決勝戦vs成宮真希&政宗（12分4秒 バッカス）と勝ちあがり、優勝。
- 5月5日 - デジタルマガジン『月刊アイスリボン』創刊号の“Featuring Player”コーナー第一号紹介選手となる。
- 6月1日 - IW19選手権（公開放送）。健闘するも王者防衛ならず。（vs藤本つかさ）
- 6月17日 - 『アイスリボン旗揚げ6周年記念北沢タウンホール大会』。この日で休業となる長野ドラミと最後のもっちり姉妹タッグを組んだ。
- 7月13日 - 『北都リボン』参戦。星ハム子の子供をはじめチビッコ達からの大声援をもらうも成宮真希に敗れる。
- 7月15日 - 『札幌リボン2012』2年ぶりの札幌大会。（vs雫あき（現：雫有希））
- 7月29日 - 『花鳥風月』初参戦。（vsつくし）
- 8月19日 - 新木場大会にて松本都&新田猫子の持つインターナショナルリボンタッグに挑戦（パートナー・つくし）。第26代王者組に勝ち、つくるみが第27代王者となる。初の中学生タッグ王者でもある。
- 8月25日 - BS12『やる気スイッチTV』に出演。
- 9月23日 - 後楽園ホール大会『リボンの騎士たち2012』インターナショナルリボンタッグ選手権。挑戦者BBA38（チェリー&内藤メアリ）に勝ち、初防衛に成功。

2013年
- 5月5日 - ヘイリー・ヘイトレッド&雫あき興行にてWWE傘下所属経験有するシュー・ヤンと対戦。
- 10月13日 - 板橋大会にて、藤本つかさの持つICE×∞王座に体重制限撤廃後初の挑戦。これまでとは違い減量をせずに挑むことが出来、体格差で押し込んだものの、ツカドーラにて丸め込まれ奪取ならず。なお、藤本の本来のフィニッシュ技である「ビーナスシュート」は、頭部への打撃技であるためか、後述の「アイスリボンマーチ2015」までくるみには一度も使われていなかった。（くるみより後輩の成宮真希・世羅りさ・新田猫子にはタイトルマッチ等大一番で使われたことがある。）
- 12月31日 - 後楽園ホール大会『RIBBON MANIA 2013』のセミファイナルにて、自ら出場交渉に出かけ実現した井上京子とのもっちりタッグで豊田真奈美＆つくしと対戦。最後は自らがナッツドライバーを決めつくしから勝利。この結果、2014年1月4日の新春リボン2014で行われるリボンタッグ選手権への挑戦権を得る。

2014年
- 1月4日 - ラジアントホールで行われた新春リボン2014のメインイベントで、井上京子と共に藤本つかさ＆志田光のもつタッグ選手権に挑戦。最後は自らが藤本にフォールされてしまい戴冠ならず。
- 3月30日 - 『アイスリボンマーチ2014』のメインイベントにて、志田光の退団のため空位となったリボンタッグ王座の王者決定戦にふさわしい2チームとしてつくしと共に抜擢され、成宮真希＆世羅りさ（.STAP）と対決。チームワークで上回るも、つくしが成宮にフォールされてしまい戴冠ならず。
- 5月6日 - WNC-REINA（当時）所属でキックボクサーでもある朱里と対決。コーナートップからのフライングボディプレス4連発+1発を決めるなどパワーで押し込むが、最後はジャーマン･スープレックスで投げきられ敗北。しかしニコ生のアンケートでもっとも支持を集めることに成功した。
- 8月10日 - 広島県世羅町で行われた世羅りさ凱旋興行「せらリボン」にて、くるみとタッグを組む予定だった星ハム子がオープニング中に唐突に成宮真希＆世羅りさとのタッグマッチをリボンタッグ選手権にするよう要求。くるみにとっては2014年3回目のタッグ王座挑戦となった。
- 10月11日 - 紫雷美央とともに信州プロレスへ初参戦する。

2015年
- 3月21日 - アイスリボンマーチ2015のメインイベントで藤本つかさの持つICE×∞王座に、体重制限撤廃後二度目の挑戦。くるみ相手に解禁となったビーナスシュートを受け付けず、ナッツドライバー→ダイビングボディプレス→ナッツクラッカーと畳み掛けてフォールをとることに成功。法令上中学生ではなくなる3月31日まであと10日に迫った中での王座獲得であった。同日キッズレスラー卒業証書を藤本から受け取り、キッズレスラーの系譜が一時的に終焉することになった。
- 4月8日 - くるみ生誕祭興行で夢であったチームドリフとの試合が実現。DDTの石井慧介と組み、DDTの入江茂弘、星ハム子と対戦。サプライズで高尾蒼馬がでてき、アイスリボン道場マッチにチームドリフが揃った。
- 5月4日 - 横浜リボン2015GWにて名前を「柊くるみ」に改名を発表。
- 7月4日 - 横浜リボン2015・夏にて、試合中の怪我により右膝の前十字靱帯断裂。
- 7月8日 - 膝の手術を行うこととなり長期間の欠場となることが発表される。
- 2016年
- 5月4日 - 横浜文化体育館大会にて復帰。
- 11月26日 - 12月31日の後楽園ホール大会までTwitterを開始。

2021年
- 12月1日、年内をもってアイスリボンを退団することが発表された。今後はともに退団する世羅りさ、宮城もち、藤田あかね、鈴季すずとデスマッチやハードコア戦を中心としたユニット「プロミネンス」として活動する[3]。

### プロミネンス
2022年
- 1月29日、スターダムの名古屋大会にプロミネンス全員で殴り込みを掛け抗争が始まる。

## 得意技
- ナッツクラッカー（トップロープからのサマーソルトドロップ）
- ダイビングボディプレス
- ナッツドライバー（サイドバスター）
- キャトルミューティレーション
- サマーソルトドロップ
- サンセットフリップ
- フットスタンプ
- くるくるくるみ（キャノンボール）
- 交通事故タックル
- ブラックホールスラム
- ジントニック
- 人でなしドライバー
- ラ・マヒストラル
- ジャーマン・スープレックス・ホールド
- カナディアンバックブリーカー式フェイスバスター
- くるみ割り人形（ヒップドロップ）
- ブロンコバスター
- 2回転スクールボーイ
- 空飛ぶくるみ割り人形（ダイビングヒッププレス）

## タイトル歴
スターダム
- 第28代アーティスト・オブ・スターダム王座（パートナーは世羅りさ&鈴季すず）
- TRIANGLE DERBY2023年優勝（パートナーは世羅りさ&鈴季すず）

アイスリボン
- 第4代・第6代19時女子プロレス認定インターネットシングル王座
- 第27代・第38代・第40代・第41代・第49代インターナショナルリボンタッグ王座 (パートナーはつくし→宮城もち)
- 第19代・第25代ICE×∞王座

PURE-J女子プロレス
- 第32代デイリースポーツ認定女子タッグ王座（パートナーは夏実もち）

ワールド女子プロレス・ディアナ
- 第20代W.W.W.D世界シングル王座

## 入場曲
- KissからはじまるMiracle (Steel Angels)
- ミラクル∞<無限大>　(2014年4月より新テーマ曲・オリジナル)
- イニミニマニモ / 財部亮治